# Curelius
Curelius är ett släkte av skalbaggar som beskrevs av Thomas Casey 1900. Curelius ingår i familjen fuktbaggar.
Släktet innehåller bara arten Curelius exiguus.